# Kvalspelet till världsmästerskapet i fotboll 2018 (OFC)
OFC-kvalspelet till världsmästerskapet i fotboll 2018 var fotbollskonfederationen OFC:s (Oceanien) kvaltävlingar till världsmästerskapet i fotboll 2018 i Ryssland. 11 av OFC:s 11 medlemmar tävlade om en playoffplats till mästerskapet. Playoffspelet avgjordes mot det femteplacerade laget från Conmebol (Sydamerika). Kvalet inleddes 31 augusti 2015 och avslutades 5 september 2017.

## Deltagare
Samtliga 11 OFC-landslag är Fifa-anslutna, och deltog i kvaltävlingarna. Fifas världsranking för herrar för juli 2015 stod till grund för vilka lag som deltog i den första omgången, och vilka lag som avancerade direkt till den andra omgången. Lagen som var rankade på plats 1–7 avancerade direkt till den andra omgången, och lag rankade 8–11 spelade om den återstående platsen till den andra omgången. Listan nedan visar de deltagande landslagen, sorterade efter rankingnummer (som står inom parenteser).
| 1. Nya Zeeland (136) 2. Nya Kaledonien (167) 3. Tahiti (188) 4. Salomonöarna (191) | 1. Samoa (196) 2. Tonga (197) 3. Vanuatu (197) | 1. Fiji (199) 2. Amerikanska Samoa (201) | 1. Papua Nya Guinea (202) 2. Cooköarna (207) |

## Resultat

### Omgång 1
| Nr | OFC – 1 ( )       | S | V | O | F | GM | IM | MS | P |
| -- | ----------------- | - | - | - | - | -- | -- | -- | - |
| 1  | Samoa             | 3 | 2 | 0 | 1 | 6  | 3  | +3 | 6 |
| 2  | Amerikanska Samoa | 3 | 2 | 0 | 1 | 6  | 4  | +2 | 6 |
| 3  | Cooköarna         | 3 | 2 | 0 | 1 | 4  | 2  | +2 | 6 |
| 4  | Tonga             | 3 | 0 | 0 | 3 | 1  | 8  | −7 | 0 |

| OFC – 1 ( )       |     |     |     |   |
| Amerikanska Samoa | —   | 2–0 | —   | — |
| Cooköarna         | —   | —   | 1–0 | — |
| Samoa             | 3–2 | —   | —   | — |
| Tonga             | 1–2 | 0–3 | 0–3 | — |

### Omgång 2
| Nr | OFC – 2.A ( )    | S | V | O | F | GM | IM | MS  | P |
| -- | ---------------- | - | - | - | - | -- | -- | --- | - |
| 1  | Papua Nya Guinea | 3 | 1 | 2 | 0 | 11 | 3  | +8  | 5 |
| 2  | Nya Kaledonien   | 3 | 1 | 2 | 0 | 9  | 2  | +7  | 5 |
| 3  | Tahiti           | 3 | 1 | 2 | 0 | 7  | 3  | +4  | 5 |
| 4  | Samoa            | 3 | 0 | 0 | 3 | 0  | 19 | −19 | 0 |

| OFC – 2.A ( )    |     |   |     |     |
| Nya Kaledonien   | —   | — | —   | 7–0 |
| Papua Nya Guinea | 1–1 | — | 2–2 | 8–0 |
| Tahiti           | 1–1 | — | —   | 4–0 |
| Samoa            | —   | — | —   | —   |

| Nr | OFC – 2.B ( ) | S | V | O | F | GM | IM | MS | P |
| -- | ------------- | - | - | - | - | -- | -- | -- | - |
| 1  | Nya Zeeland   | 3 | 3 | 0 | 0 | 9  | 1  | +8 | 9 |
| 2  | Salomonöarna  | 3 | 1 | 0 | 2 | 1  | 2  | −1 | 3 |
| 3  | Fiji          | 3 | 1 | 0 | 2 | 4  | 6  | −2 | 3 |
| 4  | Vanuatu       | 3 | 1 | 0 | 2 | 3  | 8  | −5 | 3 |

| OFC – 2.B ( ) |     |     |     |     |
| Fiji          | —   | —   | —   | 2–3 |
| Nya Zeeland   | 3–1 | —   | 1–0 | —   |
| Salomonöarna  | 0–1 | —   | —   | —   |
| Vanuatu       | —   | 0–5 | 0–1 | —   |

### Omgång 3
| Nr | OFC – 3.A ( )  | S | V | O | F | GM | IM | MS | P  |
| -- | -------------- | - | - | - | - | -- | -- | -- | -- |
| 1  | Nya Zeeland    | 4 | 3 | 1 | 0 | 6  | 0  | +6 | 10 |
| 2  | Nya Kaledonien | 4 | 1 | 2 | 1 | 4  | 5  | −1 | 5  |
| 3  | Fiji           | 4 | 0 | 1 | 3 | 3  | 8  | −5 | 1  |

| OFC – 3.A ( )  |     |     |     |
| Fiji           | —   | 2–2 | 0–2 |
| Nya Kaledonien | 2–1 | —   | 0–0 |
| Nya Zeeland    | 2–0 | 2–0 | —   |

| Nr | OFC – 3.B ( )    | S | V | O | F | GM | IM | MS | P |
| -- | ---------------- | - | - | - | - | -- | -- | -- | - |
| 1  | Salomonöarna     | 4 | 3 | 0 | 1 | 6  | 6  | 0  | 9 |
| 2  | Tahiti           | 4 | 2 | 0 | 2 | 7  | 4  | +3 | 6 |
| 3  | Papua Nya Guinea | 4 | 1 | 0 | 3 | 6  | 9  | −3 | 3 |

| OFC – 3.B ( )    |     |     |     |
| Papua Nya Guinea | —   | 1–2 | 1–3 |
| Salomonöarna     | 3–2 | —   | 1–0 |
| Tahiti           | 1–2 | 3–0 | —   |

Final
| OFC – Final kvalomgång 3 | OFC – Final kvalomgång 3 | OFC – Final kvalomgång 3 | OFC – Final kvalomgång 3 | OFC – Final kvalomgång 3 |
| ------------------------ | ------------------------ | ------------------------ | ------------------------ | ------------------------ |
| Lag 1                    | Totalt                   | Lag 2                    | Möte 1                   | Möte 2                   |
| Nya Zeeland              | 8–3                      | Salomonöarna             | 6–1                      | 2–2                      |

### Interkontinentalt kvalspel
| Interkontinentalt kvalspel: OFC mot CONMEBOL | Interkontinentalt kvalspel: OFC mot CONMEBOL | Interkontinentalt kvalspel: OFC mot CONMEBOL | Interkontinentalt kvalspel: OFC mot CONMEBOL | Interkontinentalt kvalspel: OFC mot CONMEBOL |
| -------------------------------------------- | -------------------------------------------- | -------------------------------------------- | -------------------------------------------- | -------------------------------------------- |
| OFC                                          | Totalt                                       | CONMEBOL                                     | Möte 1                                       | Möte 2                                       |
| Nya Zeeland                                  | 0–2                                          | Peru                                         | 0–0                                          | 0–2                                          |